# 大塚拓
大塚 拓（大塚  拓、おおつか たく、1973年〈昭和48年〉6月14日 - ）は、日本の政治家。
衆議院議員（5期）、衆議院安全保障委員長、内閣府副大臣（第4次安倍第2次改造内閣）、財務副大臣（第3次安倍第2次改造内閣）、法務大臣政務官兼内閣府大臣政務官（第2次安倍改造内閣・第3次安倍内閣）、自民党国防部会長を歴任した。

## 来歴

### 生い立ち
東京都出身（現住所は埼玉県入間市豊岡5丁目）。慶應義塾幼稚舎、慶應義塾普通部、慶應義塾高校、慶應義塾大学法学部政治学科（国際政治・公共政策ゼミ）卒業。1997年東京三菱銀行（現・三菱UFJ銀行）に入社。2003年3月、同行を退職。米国留学の費用や父の介護費用を捻出するため不動産経営を始める。7月、渡米し、スタンフォード大学サマープログラムに参加。9月、ハーバード大学ケネディ行政大学院公共政策修士プログラム（国際貿易・金融専攻）入学。2005年6月、同修士号を取得して帰国。

### 衆議院議員に初当選

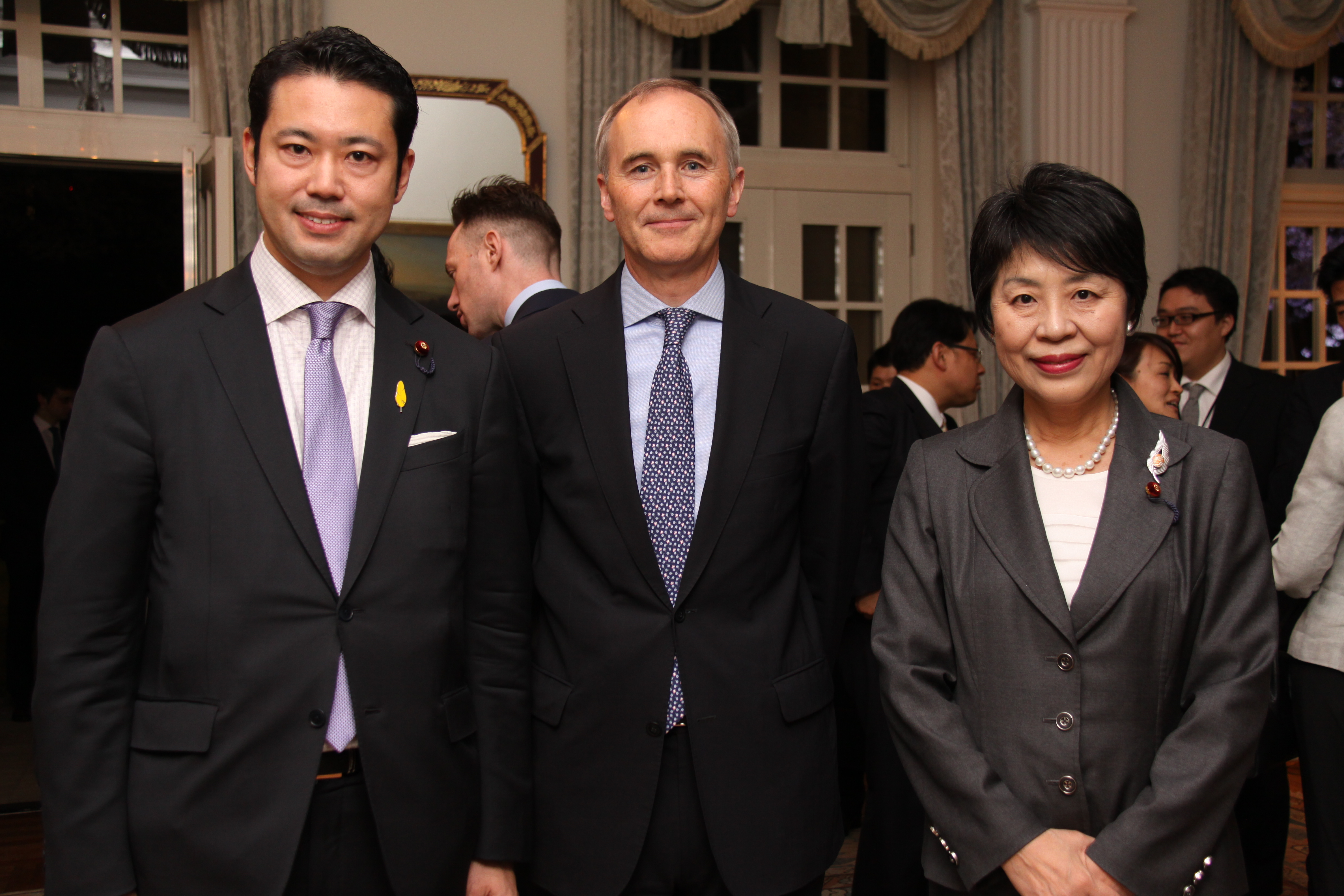
2015年4月1日、日本駐箚英国大使公邸にて日本駐箚英国特命全権大使ティモシー・ヒッチンズ（中央）、法務大臣上川陽子（右）と

2005年9月11日の第44回衆議院議員総選挙に比例東京ブロック単独で出馬し、初当選。
選挙の応援が縁で2008年6月16日、参議院議員の丸川珠代と挙式。同年6月20日、清和政策研究会に丸川と共に入会。同年9月17日、大野松茂の後継として埼玉9区からの出馬が決まる。大野自身が大塚の選対本部長を務めた。
2009年8月30日の第45回衆議院議員総選挙に公明党の推薦を受けて出馬するも民主党の五十嵐文彦に敗れ落選。
2012年12月16日の第46回衆議院議員総選挙では、埼玉9区で五十嵐を破り当選し、同年12月18日の告示により就任した。2014年9月4日、第2次安倍改造内閣で法務大臣政務官に任命され、同月12日、兼ねて内閣府大臣政務官に任命された。法務大臣政務官として2020年の東京オリンピックでの来日外国人増加に伴う治安対策を担当している。
2014年12月14日の第47回衆議院議員総選挙では、埼玉9区で3選。2015年10月23日、自民党国防部会長に就任。2016年8月5日、財務副大臣に就任。
2017年10月の第48回衆議院議員総選挙で希望の党新人の杉村慎治らを破り4選。2019年9月13日、 第4次安倍第2次改造内閣で内閣府副大臣に就任。
2021年10月の第49回衆議院議員総選挙で立憲民主党新人の杉村慎治らを破り5選。

### 裏金問題と落選
2024年4月4日、自民党は政治資金パーティーの裏金をめぐる問題で、安倍派と二階派の議員ら39人の処分を決定。大塚は戒告を受けた。同日、大塚は国会内で記者団の取材に応じ、「このような手続きで議員の身分に関わる処分を下すことが許されていいのか。強く憤りを覚えている」と述べた。
同年8月19日、小林鷹之は国会内で記者会見を開き、任期満了に伴う自由民主党総裁選挙に立候補する意向を表明。記者会見には大塚ら24人の国会議員が同席した。
同年10月6日、石破茂首相は第50回衆議院議員総選挙に向けて、政治資金パーティー裏金事件で党員資格停止の処分を受けた議員などを公認しないことを決めるとともに、大塚ら裏金議員43人について比例代表への重複立候補を認めない方針を示した。10月15日、総選挙が公示され、埼玉9区からは大塚、立憲民主党の杉村慎治、日本維新の会の近藤秀将、日本共産党の元狭山市議会議員の猪股嘉直の4人が立候補した。公明党は16日までに、出馬した計46人の裏金議員のうち、大塚ら35人を推薦した。10月17日に読売新聞が序盤情勢を発表し、「大塚と杉村が横一線の戦い」と報じた。10月22日、大塚が7月30日に毛呂山町で行われた会合で、自身の政治資金収支報告書の不記載について「選挙管理委員会と党に言われたとおりにやって、問題ってどういうことだとこっちは思うわけです」と発言したこと、「岸田総理をはじめ執行部で本件がグズグズすすり始めた頃から、これは安倍派のせいだということにして」などと述べていたことなどが報道により明らかとされた。10月23日、しんぶん赤旗は、自民党が裏金問題で非公認となった候補の所属支部にそれぞれ2000万円を支給していたことをスクープした。同紙の報道により自民党をめぐる終盤情勢は一変した。10月25日、読売新聞は22日～24日に行った調査の結果を発表。「杉村と大塚が接戦の度合いを強め、一進一退の攻防が続く」と記され、順番が入れ替わった。
同年10月27日、投開票の結果、杉村が3度目の挑戦で初当選を果たした。比例重複が認められなかった大塚は議席を失った。参議院から鞍替えして東京7区から立候補した妻の丸川珠代も落選した。裏金事件に関係した候補者は18勝28敗だった。

## 政策・主張
- 2013年、「研究開発システムの改革の推進等による研究開発能力の強化及び研究開発等の効率的推進等に関する法律及び大学の教員等の任期に関する法律の一部を改正する法律案（改正研究開発力強化法）」を塩谷立、渡海紀三朗、伊藤渉と共に提出した[29]。
- 日本共産党の機関紙しんぶん赤旗に、自衛隊の特殊部隊を他国に侵入させてミサイル基地を撃破することも日本国憲法に抵触しない、と主張していると報じられた[30]。
- 企業・団体献金を禁止することに反対[31]。
- 憲法改正に賛成[31]。
- 日本の核武装について、今後の国際情勢によっては検討すべきとしている[32]。
- 防衛費増額の財源をまかなうための増税に賛成[31]。
- 女性宮家の創設に反対[32]。女性が天皇になることに反対[31]。
- 選択的夫婦別姓制度の導入に反対[31]。
- 同性婚制度の導入に反対[31]。

## 不祥事

### 政治資金パーティー収入の裏金問題
2024年1月31日、大塚は政治資金パーティー収入の裏金問題をめぐり、自身の公式サイトで、不記載分は2021年、2022年の2年分の計528万円だったと公表した。
同年2月13日、自由民主党は、裏金問題について、党所属のすぺての国会議員らを対象に実施したアンケートの集計結果を公表した。ノルマの超過分に対する清和政策研究会（安倍派）から大塚へのキックバックは、2018年から2022年にかけての5年間で計994万円であったことが明らかとなった。
同年4月4日、党は安倍派と二階派の議員ら39人の処分を決定。大塚は「戒告」を受けた。
同年5月14日、衆議院政治倫理審査会は、裏金事件に関与しながら同審査会で弁明していない自民党議員44人に出席と説明を求める野党の申立てを全会一致で可決した。同月17日、参議院政治倫理審査会も同様に、弁明していない議員29人に出席と説明を求める申立てを全会一致で可決した。大塚を含む関係議員73人は全員出席を拒否し、6月23日に通常国会は閉会した。
同年7月8日、東京地検特捜部は政治資金規正法違反の罪で告発されていた大塚を嫌疑不十分で不起訴処分とした。大塚らを告発した神戸学院大学の上脇博之教授は検察審査会に審査を申し立てたが、東京第2検察審査会は2025年4月17日付で大塚について不起訴相当と議決した。

### その他
- 大塚の代表を務める政党支部が、柔道整復師らでつくる政治団体「日本柔道整復師連盟」（東京都台東区、柔整連）から受けた50万円の献金について、政治資金収支報告書に記載していなかったことが発覚した。大塚の事務所は取材に対し、「事務的なミス」などと説明。収支報告書を訂正すると回答した[41]。

## 私生活
- 妻の丸川珠代は、大塚を「きわめてストレート」で「まったくもって裏表がない」人物だと評している[42]。

## 主な所属団体・議員連盟
- 自民党たばこ議員連盟[43]
- 日本会議国会議員懇談会[44]
- 神道政治連盟国会議員懇談会[44]
- 自民党国際人材議員連盟
- ボーイスカウト振興国会議員連盟
- 日韓議員連盟
- 自民党動物愛護管理推進議員連盟
- 再チャレンジ支援議員連盟
- 家族の絆特命委員会
- 国際観光産業振興議員連盟[45]
- 全日本不動産政策推進議員連盟

## 選挙歴
| 当落 | 選挙                   | 執行日         | 年齢 | 選挙区           | 政党       | 得票数     | 得票率 | 定数 | 得票順位 /候補者数 | 政党内比例順位 /政党当選者数 |
| ---- | ---------------------- | -------------- | ---- | ---------------- | ---------- | ---------- | ------ | ---- | ------------------ | ---------------------------- |
| 当   | 第44回衆議院議員総選挙 | 2005年09月11日 | 32   | 比例東京ブロック | 自由民主党 | ーー票     | ーー   | 17   | /                  | 6/7                          |
| 落   | 第45回衆議院議員総選挙 | 2009年08月30日 | 36   | 埼玉県第9区      | 自由民主党 | 10万9918票 | 41.25% | 1    | 2/3                | 10/6                         |
| 当   | 第46回衆議院議員総選挙 | 2012年12月16日 | 39   | 埼玉県第9区      | 自由民主党 | 10万9062票 | 47.17% | 1    | 1/5                | /                            |
| 当   | 第47回衆議院議員総選挙 | 2014年12月14日 | 41   | 埼玉県第9区      | 自由民主党 | 11万1316票 | 53.01% | 1    | 1/3                | /                            |
| 当   | 第48回衆議院議員総選挙 | 2017年10月22日 | 44   | 埼玉県第9区      | 自由民主党 | 11万1815票 | 53.19% | 1    | 1/3                | /                            |
| 当   | 第49回衆議院議員総選挙 | 2021年10月31日 | 48   | 埼玉県第9区      | 自由民主党 | 11万7002票 | 53.37% | 1    | 1/2                | /                            |
| 落   | 第50回衆議院議員総選挙 | 2024年10月27日 | 51   | 埼玉県第9区      | 自由民主党 | 7万8811票  | 39.43% | 1    | 2/4                | /                            |